# Mário Felgueiras
Mário Jorge Quintas Felgueiras (* 12. Dezember 1986 in Viana do Castelo) ist ein portugiesischer ehemaliger Fußballspieler auf der Position des Torwarts.

## Karriere
Felgueiras wechselte im Jahr 2001 im Alter von 14 Jahren aus seiner Heimatstadt in die Jugend von Sporting Lissabon. Nach dem Ende seiner Jugendzeit schaffte er den Sprung in die erste Mannschaft nicht und wurde im Jahr 2005 für zwei Spielzeiten an SC Espinho in die dritte portugiesische Liga, die Segunda Divisão, ausgeliehen. War er im ersten Jahr noch Ergänzungsspieler, wurde er in der Spielzeit 2006/07 zur Stammkraft. Mit seiner Mannschaft verpasste er zweimal den Aufstieg. Im Jahr 2007 wurde er an Portimonense SC in die Segunda Liga transferiert. Ein Jahr später verpflichtete ihn Erstligist Sporting Braga. Dort konnte er sich nicht durchsetzen und kam in der Saison 2008/09 nur auf einen Einsatz. Felgueiras wurde im Sommer 2009 an den Ligakonkurrenten Vitória Setúbal, ein Jahr später holte ihn Rio Ave FC auf Leihbasis. Bei beiden Klubs gelang es ihm nicht, sich dauerhaft den Platz im Tor zu erkämpfen. Im Sommer 2011 vereinbarte Braga ein neuerliches Leihgeschäft: Felgueiras ging zum FC Brașov in die rumänische Liga 1. Hier wurde er zur Nummer eins im Tor und kam in allen Saisonspielen zum Einsatz. Anschließend nahm Ligakonkurrent CFR Cluj ihn fest unter Vertrag.
Im Frühjahr 2015 wechselte er in die türkische Süper Lig zu Torku Konyaspor. Zur Rückrunde der Saison 2015/16 verließ er diesen Verein und heuerte stattdessen bei FC Paços de Ferreira an.